# معاملة المثليين في أرمينيا
يواجه الأشخاص من المثليين والمثليات ومزدوجي التوجه الجنسي والمتحولين جنسياً (اختصاراً: LGBT) في أرمينيا تحديات قانونية لا يواجهها غيرهم من المغايرين جنسيا.
ألغت أرمينيا تجريم المثلية الجنسية منذ عام 2003، وبالرغم من ذلك فنظرة المواطنين والمجتمع للمثليات والمثليين ومزدوجي التوجه الجنسية والمتحولين جنسيا ووضعهم القانوني والاجتماعي لم يتغير بشكل كبير. يُعاني العديد من المثليين الأرمن الكره الاجتماعي والنبذ من قبل أصدقائهم وعائلاتهم، مما يضطرهم للحفاظ على توجههم الجنسي أو هويتهم الجندرية سرا. لكن وفي المقابل فقد تحسنت أحوال مجتمع المثليين في أرمينيا مؤخرا حيث أصبحت أفضل بسبب وسائل التواصل الاجتماعي التي لعبت دورا مهما في ثتقيف المجتمع الأرمني على الرغم من أن الشعور بالخوف والرغبة في عدم الكشف عن الهوية لا زالت مسيطرة على معظم المثليين في البلاد وذلك بسبب كون المجتمع محافظا.
لا يزال موضوع المثلية الجنسية من التابوهات في أجزاء كثيرة من المجتمع الأرمني. ففي دراسة أُجريت عام 2012 وُجد أن 55% من الذين خضعوا للدراسة قد ذكروا أنهم سيقطعون علاقتهم مباشرة بأي صديق أو قريب لو ثبت أنه مثلي الجنس، كما وجدت هذه الدراسة أن 70% من الأرمن يجدون المثليين أناس «غرباء». بالإضافة إلى ذلك فليس هناك أي حماية قانونية لمجتمع المثليين الذي ينتهك في غالب الأحيان دون تدخل من السلطات المعنية بالأمر. صنف الفرع الأوروبي للمؤسسة الدولية للمثليين والمثليات ومزدوجي التوجه الجنسي والمتحولين جنسيا وثنائيي الجنس أرمينيا في المرتبة 47 من أصل 49 بلدا أوروبيا في أوضاع حقوق المثليين وذلك قبل روسيا التي تأتي في المرتبة 48 ثم أذربيجان التي تأتي في المركز الأخير. لا يزال الجيل الجديد من الأرمن يجهل العديد من قضايا المثليين، ومن المرجح أن ذلك يعزى إلى ثقافة الأسرة التي تدفع الشباب إلى زواج المغايرين. هناك الكثير من المثليين الأرمن الذين يشعرون بالخوف من التعرض للعنف في مكان العمل أو حتى من قبل أسرهم وبالرغم من ذلك فعدد الشكاوى بخصوص انتهاكات حقوق الإنسان ضد المثليين قليلة جدا بل تكاد تكون منعدمة.
بالرغم من كل ذلك؛ أصبحت أرمينيا ثاني دولة آسيوية أين يتم الاعتراف بزواج المثليين شريطة أن يتم العقد في دول أجنبية تعترف به، على الرغم من أنه وفي عام 2020، لم يتم بعد الاعتراف بأي حالة زواج المثليين أجنبية. بالإضافة إلى ذلك ففي عام 2011 وقعت أرمينيا «البيان المشترك بشأن إنهاء أعمال العنف وانتهاكات حقوق الإنسان ذات الصلة بالتوجه الجنسي والهوية الجندرية» في الأمم المتحدة لإدانة العنف والتمييز ضد المثليين والمثليات ومزدوجي التوجه الجنسي والمتحولين جنسيا.

## قانونية النشاط الجنسي المثلي
بين عامي 1920 و1991، كانت أرمينيا جزءا من الاتحاد السوفياتي. حتى عام 2003 كانت معظم التشريعات الأرمنية تابعة للمادة 121 من المجلة الجزائية للاتحاد السوفياتي والتي تنص بوضوح على تجريم الجنس الشرجي المثلي بين الذكور. وهنا تجدر الإشارة إلى أن العلاقات الجنسية المثلية بين النساء والجنس الخارجي بين البالغين بالتراضي لم يرد بصراحة في القانون باعتباره جريمة جنائية.
في المادة 116 من قانون العقوبات الأرميني الذي يعود تاريخه إلى عام 1936؛ يُعاقب كل من مارس الجنس الشرجي بين الرجال بعقوبة سجنية أقصاها 5 سنوات.
كان إلغاء حكومة أرمينيا القانون المعادي للمثلية جنبا إلى جنب مع إلغاء عقوبة الإعدام شروطا لانضمام أرمينيا إلى مجلس أوروبا في عام 2001. في كانون الأول/ديسمبر 2002 وافقت الجمعية الوطنية الأرمنية على قانون العقوبات الجديد حيث أزالت المادة المجرمة للعلاقات الجنسية بين الرجال. وفي 1 آب/أغسطس 2003 وقع رئيس أرمينيا روبرت كوتشاريان على مشروع القرار مما أنهى بذلك عقودا من القمع ضد الرجال المثليين في أرمينيا.
كانت هناك 7 محاكمات متعلقة بالمثليين عام 1996 و4 في عام 1997 بموجب القانون وذلك حسب ما نشرته منظمة العفو الدولية في تقريرها الصادر عام 1999 حول وضعية حقوق الإنسان في أرمينيا؛ كما تم إجراء 4 محاكمات في عام 1999 وذلك حسب تقرير لجنة حقوق الإنسان التابعة لمجلس أوروبا.
في عام 2001، نشرت جمعية حقوق إنسان محلية غير حكومية «منظمة هلسكني» عبر موقعها على شبكة الإنترنت قصة لشاب مثلي يبلغ من العمر 20 عاما. استنفر المقال الأجهزة الأمنية وقامت بإلغاء القبض على الشاب وحكمت عليه بالسجن لمدة 3 أشهر بتهمة ممارسة الجنس مع رجل آخر، ويعتبر آخر شخص حُكم عليه وآخر شخص تم حبسه تحت المادة 116. في شهادته ندَّدَ الشاب بإساءة معاملته وتعنيفه من قبل حارس السجن، وأيضا بالقاضي المرتشي الذي قلص من مدة عقوبته مقابل 1000$ أمريكي. جعل نشر القصة في وسائل الإعلام أول إفصاح عن التوجه المثلي في أرمينيا.
تعتبر السن القانونية للنشاط الجنسي 16 عاما، بغض النظر عن الجنس والتوجه الجنسي.

## الاعتراف القانوني بالعلاقات المثلية
يعتبر زواج المثليين والاتحاد المدني غير قانونيين في أرمينيا؛ حيث يوجد حظر دستوري على زواج المثليين يحدد الزواج على أنه اتحاد بين امرأءة ورجل فقط.
في 3 يوليو 2017، ذكرت وزارة العدل أنها ستسقبل جميع عقود الزواج التي عقدت في الخارج بما فيها حالات زواج المثليين. ومع ذلك، في عام 2020، «لم يتم توثيق هذا الاعتراف بعد.»
في أواخر عام 2017، أعرب الأب فازكن موفسسيان من الكنيسة الأرمينية الرسولية، وهو عضو رفيع المستوى في رجال الدين، عن دعمه الشخصي لزواج المثليين، ليصبح أحد أهم مؤيدي زواج المثليين في أرمينيا. في مقابلة مع جمعية المساواة في أرمينيا (بالإنجليزية: Equality Armenia)‏، شبه موفسيسيان الاضطهاد التاريخي للأرمن من قبل تركيا بالاضطهاد الذي يواجهه المثليات والمثليون ومزدوجو الميول الجنسية والمتحولين جنسيا. حيث قال «لقد تعرضنا كأرمن للاضطهاد لأنه لم يتم قبولنا، لأننا كنا مختلفين. كمسيحي أرمني، كيف يمكنني أن أغلق عيني على ما يحدث في العالم؟ وهذا ليس فقط في أرمينيا، بل في كل مكان، هذا هو عدم قبول الآخر والتعصب». كما يوجد مؤيدون آخرون كجمعية «المساواة في أرمينيا» والتي تهدف إلى «تحقيق المساواة في الزواج في أرمينيا».
في نوفمبر/تشرين الثاني 2018، رفضت الحكومة الأرمنية مشروع قانون اقترحه النائب تيغران أوريكانيان لإدخال مزيد من الحظر على زواج المثليين.

## التبني وتنظيم الأسرة
في عام 2020، لا تسمح أرمينيا بعد للأزواج أو الشركاء المثليين بتبني الأطفال ولا وجود لنقاش معروف حول إمكانية سن تشريعات في هذه القضية.

## الحماية من التمييز
على الرغم من أرمينيا أول دولة في المنطقة تُأيد إعلان الأمم المتحدة بشأن الميول الجنسية والهوية الجندرية في كانون الأول/ديسمبر 2008، إلا أنها وفي عام 2020 لا يُوجد للآن تشريع لحماية الأشخاص من الأقليات الجنسية من التمييز. في 2011، أظهر استطلاع رأي أن 50% من الناس في أرمينيا «لا يكثرتون وسيكملون طريقهم» في حالة ما إذا شاهدوا عنفا مسلطا ضد شخص من الأقليات الجنسية، وسلَّط الاستطلاع الضوء بقوة على المعتقدات الثقافية الأرمنية التي تعادي المثلية الجنسية.

## الخدمة العسكرية
وفقا للجنة هلسنكي لحقوق الإنسان في أرمينيا في عام 2004 فإن مرسوما داخيا تابعا لوزارة الدفاع يحظر الرجال المثليين من الخدمة والعمل في القوات المسلحة. يتم وضع علامة «مختل عقليا» في ملفهم الطبي ويتم إرسالهم إلى الطبيب النفسي.

## ظروف الحياة

### العنف ورهاب المثلية
في خريف عام 2004، بعد تصريح أرمن أفيتسيان مؤسس جماعة اتحاد الأرمن الآريين وهي جماعة من جماعات اليمين المتطرف، الذي إدعى فيه بأن بعض كبار المسؤوليين الأرمنيين مثليون، تسبب ذلك في جدل كبير وعقد أعضاء البرلمان جلسات غلب عليها طابع المناقشات الساخنة التي كانت تُبث عبر التلفزيون. وصرح بعض النواب بأن على أي عضو في البرلمان مثلي الجنس تقديم استقالته - وهو رأي يشاركه غارنك إيساغوليان، المستشار الرئاسي للأمن القومي.
في أيار/مايو 2012، أضرم مشتبه بهم بكونهم نازيين جدد النار في حانة خاصة بمثليات الجنس في عاصمة الأرمينية يريفان. وذكرت وسائل إعلام أرمينية بأن في الهجوما الثاني الذي وقع في 15 أيار/مايو بإن مجموعة من الشباب قدموا إلى حانة المثليين DIY Rock Pub في حوالي الساعة السادسة مساء، أين أحرقوا ملصق «لا للفاشية» الخاص بالحانة، ورسموا السواستيكا النازية على الجدران. وكان هذا الهجوم قد لحق سريعا هجوما قبله حصل في 8 أيار/مايو أين تم إلقاء زجاجات حارقة على نوافذ نفس الحانة.
في أغسطس/آب 2018، تعرض 9 من النشطاء المثليين إلى هجوم عنيف من قبل حشد من الناس في منزل خاص في بلدة شورنوخ، حيث ارسل اثنان منهم إلى المستشفى لإصابتهما بجروح خطيرة. تلقى هذا الهجوم العنيف تغطية إعلامية واسعة النطاق، وأدانته جماعات حقوق الإنسان والسفارة الأمريكية. تم إطلاق سراح المهاجمين في وقت لاحق من قبل الشرطة.

### النشاط وحراك حقوق المثليين

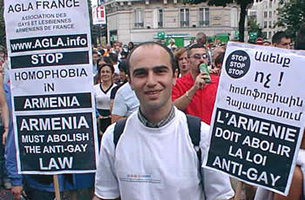
فرنسي أرمني يدعو لإلغاء قانون تجريم المثلية الجنسية في عام 2002.

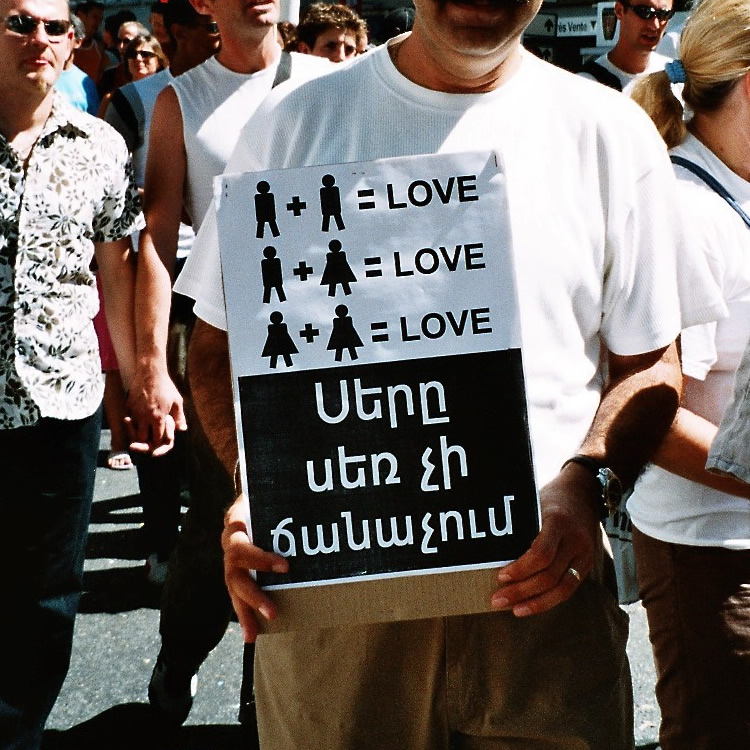
أرمني يسير في مسيرة فخر مرسيليا في فرنسا في عام 2004 مع لافتة مكتوب عليها باللغة الأرمينية «الحب لاجنس له».

بعد إلغاء القانون المعادي للمثلية الجنسية، لوحظ ظهور الكثير من الحركات المؤيدة والمطالبة بحقوق المثليين في أرمينيا. في تشرين الأول/أكتوبر 2003؛ تجمع حوالي 15 مثلي في مدينة يريفان وأرادوا إنشاء جمعية مثليات ومثليو أرمينيا (بالإنجليزية: Gay and Lesbian Armenian Group)‏ تهدف للدفاع عن حقوق الأقليات الجنسية. بعد أيام من تأسيس المنظمة وبعد عقد عدة اجتماعات فشل المؤسسون في تحقيق هدفهم.
في عام 1998، تأسَّست جمعية المثليين والمثليات الأرمن في نيويورك (بالإنجليزية: Armenian Gay and Lesbian Association of New York)‏ لدعم الشتات الأرمن من مجتمع المثليين. وتم تأسيس جمعية مشابهة في فرنسا.
في عام 2007، تأسست بينك أرمينيا، (بالإنجليزية: Pink Armenia)‏ وهي منظمة غير حكومية أخرى هدفها تعزيز الوعي العام بشأن فيروس نقص المناعة البشرية وغيره من الأمراض المنقولة جنسيا كما حاولت مكافحة التمييز على أساس التوجه الجنسي. وقامت بعشرات البحوث حول وضع الأشخاص من مجتمع المثليين في أرمينيا كما ربطت علاقات مع المنظمات غير الحكومية الأخرى لمكافحة رهاب المثلية.
منظمة أخرى تدافع عن حقوق المثليين الأرمن هي جمعية مجتمع المثليين والمثليات الأرمن (بالإنجليزية: Gay and Lesbian Armenian Society)‏،  جمعية مبادرة القوس الأرمني (بالإنجليزية: the Armenia Rainbow Initiative)‏، جمعية المساواة في أرمينيا (بالإنجليزية: Equality Armenia)‏ والتي مقرها مدينة لوس أنجلوس في الولايات المتحدة.
في 5 أبريل 2019، قامت ليليت مارتيروسيان، وهي امرأة متحولة جنسياً، بإلقاء الكلمة في الجمعية الوطنية الأرمينية وتحدثت عن آمالها لمستقبل أفضل وأكثر أمناً لمجتمع المثليين في أرمينيا. كان خطابها المرة الأولى في تاريخ أرمينيا التي تحدث فيها شخص متحول جنسيًا في الجمعية الوطنية. وصفت نفسها بأنها «تجسيد للمتحولين جنسيا الأرمن الذين تعرضوا للتعذيب والاغتصاب والخطف والاعتداء البدني والحرق والقتل والسرقة وكذلك العاطلين عن العمل». واجه خطابها الكثير من ردود الفعل، وتحديداً من قبل النائبة نايرا زهرابيان التي خرجا غاضبة من الجمعية الوطنية خلال خطابها، وتهديدات النائب فارتان غوكاسيان لإحراقها على قيد الحياة.

### حرية الرأي والتعبير
في عام 2013، اقترحت الشرطة الأرمنية مشروع قانون يحظر «العلاقات الجنسية غير التقليدية» ويحظر تشجيع «الدعاية» لمجتمع المثليين للقاصرين في قانون مماثل للقانون الروسي لمكافحة المثليين. ذكر آشوت أهارونيان، المتحدث باسم الشرطة، أن مشروع القانون تم اقتراحه بسبب خوف الجمهور من انتشار المثلية الجنسية. ومع ذلك، ادعت المنظمات غير الحكومية، بما فيها بينك أرمينيا، أن هذه كانت محاولة لإلهاء الجمهور عن مختلف القضايا الاجتماعية والسياسية داخل البلاد. فشل مشروع القانون في التصويت عليه في نهاية المطاف.
في نوفمبر 2018، اضطرت مجموعة مسيحية من مجتمع المثليين إلى إلغاء العديد من المنتديات والأحداث التي خططت لها بسبب «التهديدات المستمرة» و«الترهيب المنظم» من الزعماء السياسيين والدينيين، وكذلك «عدم الاستعداد الكافي» من قوة الشرطة إلى حمايتهم.

### حادث صحيفة إيرافونك
في 17 مايو 2014، نشرت صحيفة إيرافنوك (Iravunk) مقالة تحتوي على قائمة تضم العشرات من حسابات الأشخاص على موقع فيسبوك من مجتمع المثليين الأرمني، واصفة إياهم بـ «الزومبي» واتهمتهم بخدمة مصلحة اللوبي المثلي العالمي. تم رفع دعوى على الصحيفة وتم رفعها أمام محكمة الاستئناف الأرمنية، حيث وجد القضاة أن الصحيفة لم تسيء إلى أي شخص وأمرت المدعين بتقديم 50.000 درام أرميني كتعويض للصحيفة ورئيس تحريرها، هووفانيس غالاجيان. يرى الكثيرون ذلك تماشياً مع خطوة أرمينيا بعيداً عن الاتحاد الأوروبي حيث صوتت للانضمام إلى الاتحاد الاقتصادي الأوروآسيوي الذي تسيطر عليه روسيا المعروفة برهاب المثلية في المقام الأول من إلى حد كبير. واعتبر هذا الحدث غير مشجع إلى حد كبير لحركة حقوق المثليين في أرمينيا، إلا أنه وضع أرمينيا في دائرة الضوء الدولية بسبب التغطية الإعلامية عبر وسائل التواصل الاجتماعي.

## تقارير حقوق الإنسان

### تقرير وزارة الخارجية الأمريكية لسنة 2017
في عام 2017، أبلغت وزارة الخارجية الأمريكية عن ما يلي بشأن وضع حقوق المثليين في أرمينيا:
- «من أهم قضايا حقوق الإنسان ما يلي: التعذيب؛ ظروف السجن القاسية والمهددة للحياة؛ الاعتقال والاحتجاز التعسفيين؛ عدم استقلال القضاء؛ عدم توفير محاكمات عادلة العنف ضد الصحفيين؛ التدخل في حرية الإعلام، استخدام السلطة القانونية الحكومية في معاقبة المحتوى الحاسم؛ التدخل الجسدي من جانب قوات الأمن على حرية التجمع؛ القيود على المشاركة السياسية؛ الفساد الحكومي المنتظم؛ عدم حماية المثليات والمثليين ومزدوجي الميول الجنسية والمتحولين جنسياً وثنائيي الجنس من العنف؛ وأسوأ أشكال عمالة الأطفال، التي بذلت الحكومة الحد الأدنى من الجهود للحد منها».[34]
- ظروف السجن ومركز الاعتقال 
«أشارت PMG إلى أن الذكور المثليين، والمرتبطين بهم، والسجناء الذين أدينوا بجرائم مثل الاغتصاب، تم فصلهم عن سجناء آخرين وأجبروا على أداء وظائف مهينة وتقديم خدمات جنسية».[34]
- الحرية الأكاديمية والفعاليات الثقافية 
«في يوليو/تموز، ألغى منظمو مهرجان غولدن أبريكوت السينمائي الدولي عرض فيلمين يتعلقان بمجتمع المثليين بعد رد فعل الجمهور السلبي (انظر القسم 6، أعمال العنف والتمييز وغير ذلك من الانتهاكات على أساس الميول الجنسية والهوية الجندرية.»[34]
- أعمال العنف والتمييز وغير ذلك من الانتهاكات على أساس الميول الجنسية والهوية الجندرية 
«لا يوجد قوانين مكافحة التمييز على أساس الميول الجنسية أو الهوية الجندرية. لا توجد قوانين خاصة بجرائم الكراهية أو غيرها من الآليات القضائية الجنائية للمساعدة في مقاضاة الجرائم ضد الأشخاص من مجتمع المثليين وقد أثر التمييز الاجتماعي القائم على أساس الميول الجنسية والهوية الجندرية تأثيرا سلبيا على جميع جوانب الحياة، بما في ذلك العمالة والإسكان والعلاقات الأسرية والوصول إلى التعليم والرعاية الصحية، وكان الأشخاص المتحولون جنسياً عرضة بوجه خاص للإيذاء والتحرش البدني والنفسي.
خلال العام، وثقت المنظمة غير الحكومية المعلوماتية والحاجة المعرفية (PINK Armenia) قرابة 27 حالة من الانتهاكات المزعومة لحقوق الإنسان ضد الأشخاص المثليين، لكن أربعة ضحايا فقط طلبوا المساعدة من مكتب أمين المظالم ولم يحصلوا على أي شيء من هيئات إنفاذ القانون.
في 23 آب/أغسطس، ووفقاً لتقارير إعلامية، هاجم 30 إلى 35 رجلاً مدنياً، بزعم موظف في البلدية، مجموعة من عاملات الجنس المتحولات جنسياً في حديقة بالقرب من مكتب البلدية. أوقفت الشرطة الهجوم وفتحت تحقيقاً جنائياً في الحادث. وزعم محامون من منظمة» الجيل الجديد«غير الحكومية، الذين كانوا يمثلون المتحولين جنسيا والمشتغلين بالجنس، أن هذه الهجمات الجماعية وقعت مرة واحدة في الشهر على الأقل وقد حدثت هجمات فردية كل يوم تقريبا. في معظم الحالات، كانت الشرطة غير فعالة في منع مثل هذه الهجمات أو القبض على مرتكبيها.
في 25 مايو، وضعت منظمة بينك أرمينيا ثلاث إعلانات اجتماعية تتعلق بمجتمع المثليين في وسط مدينة يريفان. في 27 مايو، مزّقتها الشركة الإعلانية بعد ردود فعل سلبية شديدة. بعد فترة وجيزة من إزالة الملصقات، أعلن مسؤول من بلدية يريفان على صفحته على فيسبوك أن اللافتات الثلاثة التي تروج للتسامح نُشرت بشكل غير قانوني وبدون إذن من البلدية. طبقاً لـبينك أرمينيا، فإن اللافتات لا تحتوي على أي مواد يحظرها القانون، وقد تم التثبيت وفقاً للممارسات القائمة، وخرقت بلدية يريفان حرية تعبير المنظمات غير الحكومية. بعد إزالة الملصقات، أطلقت مجموعات معادية لمجتمع المثليين هجمات إلكترونية على موقع بينك أرمينيا. تم نشر العنوان الفعلي لـبينك أرمينيا على موقع فيسبوك مع رسالة تشجع على الهجمات على المنظمة.
 في 9 يوليو، افتتح مهرجان غولدن أبريكوت السينمائي الدولي وسط الجدل حول إلغاء المنظمين لعرض العديد من الأفلام غير التنافسية، بما في ذلك فيلمان يتعلقان بالمثلية الجنسية. طالب أحد شركاء المهرجان، اتحاد السينمائيين، بإزالة الفيلمين من البرنامج. ورد منظمو المهرجان بإلغاء عرض جميع أفلام الفئات غير التنافسية مباشرة قبل افتتاح المهرجان.
وفقًا لتقييم أجراه منظمة الجيل الجديد وهي منظمة غير الحكومية في عام 2016، واجه الأفراد المتحولون جنسيا الذين يرغبون في الخضوع لجراحة إعادة تحديد الجنس مشكلات طبية ومشاكل أخرى تتعلق بإدارة الهرمونات دون إشراف طبي، أو جراحات سرية،
في 4 يوليو، ذكرت منظمة الجانب الصحيح غير الحكومية، التي تركز على المتحولين جنسيًا، أن موظفًا محليًا في البلدية جاء إلى موقعهم لمضايقة رئيسها والاعتداء عليه. في سبتمبر ذكر الرئيس أن مالك العقار قرر عدم تجديد عقد الإيجار. 
الرجال مثليو الجنس علنا معفيون من الخدمة العسكرية. ومع ذلك، فإن الإعفاء يتطلب استنتاج طبي يستند إلى فحص نفسي يشير إلى أن الفرد يعاني من اضطراب عقلي؛ تظهر هذه المعلومات في وثائق الهوية الشخصية للفرد وتشكل عقبة في طريق العمل والحصول على رخصة قيادة. وورد أن الرجال المثليين الذين خدموا في الجيش تعرضوا للإيذاء الجسدي والنفسي بالإضافة إلى الابتزاز».[34]
- الوصمة الاجتماعية لفيروس نقص المناعة البشرية والإيدز
«وفقا لجماعات حقوق الإنسان، فإن الأشخاص الذين يعتبرون عرضة للإصابة بفيروس نقص المناعة البشرية/ الإيدز، مثل المشتغلين بالجنس (بما في ذلك المشتغلات بالجنس المتحولين جنسياً) ومستخدمو المخدرات، يواجهون التمييز والعنف من المجتمع وكذلك إساءة معاملة الشرطة».[34]
- التمييز فيما يتعلق بالعمالة والمهنة
«لم تكن هناك آليات قانونية فعالة لتنفيذ هذه اللوائح، والتمييز في التوظيف والمهنة حدث على أساس الجنس، والعمر، ووجود إعاقة، الميول الجنسية، وفيروس نقص المناعة البشرية/الإيدز، والدين، على الرغم من لم تكن هناك إحصائيات رسمية أو غيرها لتفسير حجم هذا التمييز».[34]

## الرأي العام
في مايو 2017، أظهر استطلاع أجراه مركز بيو للأبحاث في دول أوروبا الشرقية أن 97% من الأرمن يعتقدون أن المثلية الجنسية يجب ألا يقبله المجتمع.

## ملخص
| قانونية النشاط الجنسي المثلي                                                             | (منذ 2003) |
| المساواة في السن القانوني للنشاط الجنسي                                                  | (منذ 2003) |
| قوانين مكافحة التمييز في التوظيف                                                         | No |
| قوانين مكافحة التمييز في توفير السلع والخدمات                                            | No |
| قوانين مكافحة التمييز في جميع المجالات الأخرى (تتضمن التمييز غير المباشر، خطاب الكراهية) | No |
| قوانين مكافحة أشكال التمييز المعنية بالهوية الجندرية                                     | No |
| زواج المثليين                                                                            | (منذ 2015؛ حظر دستوري على زواج المثليين المنعقد في الداخل)/ (منذ 2017؛ الاعتراف بزواج المثليين المنعقد بالخارج فقط) |
| الاعتراف القانوني بالعلاقات المثلية                                                      | No |
| تبني أحد الشريكين للطفل البيولوجي للشريك الآخر                                           | No |
| التبني المشترك للأزواج من نفس الجنس                                                      | No |
| يسمح للمثليين والمثليات الخدمة علناً في القوات المسلحة                                    | (منذ 2004) |
| الحق بتغيير الجنس القانوني                                                               | No |
| علاج التحويل محظور على القاصرين                                                          | No |
| الحصول على أطفال أنابيب للمثليات والأمومة التلقائية للزوجتين بعد الولادة                 | No |
| تأجير الأرحام التجاري للأزواج المثليين من الذكور                                         | No |
| السماح للرجال الذين مارسوا الجنس الشرجي التبرع بالدم                                     | No |